# Werner Swanepoel
Pour les articles homonymes, voir Swanepoel.
Pas d'image ? Cliquez ici

a Compétitions nationales et continentales officielles uniquement.

b Matchs officiels uniquement.
Dernière mise à jour le 12 septembre 2018.
Werner Swanepoel, né le 15 avril 1973 à Bloemfontein, est un joueur de rugby à XV sud-africain qui joue avec l'équipe d'Afrique du Sud. Il évolue au poste de Demi de mêlée (1,73 m et 76 kg).

## Carrière

### En club
En 2004, après deux saisons avec Worcester, il obligé d’arrêter brusquement sa carrière en raison d'une Méningite virale.

### En équipe nationale
Il a effectué son premier test match avec les Springboks le 5 juillet 1997 à l’occasion d’un match contre les Lions britanniques.
Il a disputé la coupe du monde 1999 (1 match comme titulaire + 1 comme remplaçant).

## Palmarès

### Avec les Springboks
- 20 sélections
- 6 essais
- 30 points
- Sélections par saison : 6 en 1997, 3 en 1998, 6 en 1999, 5 en 2000.